# Red Dead Redemption: Undead Nightmare
Red Dead Redemption: Undead Nightmare är ett icke-linjärt actionäventyrsspel med western-tema utvecklat av Rockstar San Diego och utgivet av Rockstar Games. Det släpptes till Playstation 3 och Xbox 360-konsoler den 26 oktober 2010 som en nedladdningsbar expansion till Red Dead Redemption. I spelet antar spelaren rollen som John Marston när han letar efter ett botemedel mot en smittsam zombiepest som har svept över den amerikanska Vilda Västern.
17 augusti 2023 släpptes spelet till Nintendo Switch och Playstation 4.  29 oktober 2024 släpptes spelet till Microsoft Windows.
Undead Nightmare spelas från ett tredjepersonsperspektiv i en öppen spelvärld, vilket gör att spelaren att interagera med den efter eget behag. Spelaren kan navigera runt världen, en fiktiv version av västra USA och Mexiko, i första hand via häst och till fots. Horder av zombies vandrar runt i spelvärlden och som ofta attackerar bosättningar. Spelets eldstrider betonas av en spelmekanik kallad "Dead Eye" som tillåter spelare att markera flera skyttemål på fiender i slow motion. Undead Nightmare lade till två spellägen i Red Dead Redemptions flerspelarläge, vilket gör att upp till 16 spelare kan delta i både kooperativa och tävlingsinriktade matcher.
Undead Nightmare har fått positiva recensioner vid dess lansering. Det vann utmärkelser från flera spelpublikationer, inklusive "Bästa DLC". Spelet lades till i en Game of the Year-utgåva av Red Dead Redemption, som släpptes i oktober 2011.